# Ciklododekán
A ciklododekán tizenkét szénatomos gyűrűt tartalmazó cikloalkán, képlete C12H24.

## Előállítása és felhasználása
A ciklododekán fontos vegyipari köztitermék, melyet iparilag butadiénből előállított 1,5,9-ciklododekatrién katalitikus hidrogénezésével nyernek. Levegő jelenlétében salétromsavval ciklododekanonná oxidálják, melyből további reakciókkal a műanyagiparban fontos anyagokká (1,12-dodekándisavvá, laurinlaktámmá) alakítható, ezeket a poliamidok, poliészterek és nylon-12 előállítására használják.

## Fordítás
Ez a szócikk részben vagy egészben a Cyclododecane című angol Wikipédia-szócikk ezen változatának fordításán alapul.  Az eredeti cikk szerkesztőit annak laptörténete sorolja fel. Ez a jelzés csupán a megfogalmazás eredetét és a szerzői jogokat jelzi, nem szolgál a cikkben szereplő információk forrásmegjelöléseként.